# قاعة مغطاة بألواح كبيرة
قاعة مغطاة بألواح كبيرة تقع جنوب الدير و 130 متر شمال شرق الزاوية الشمالية الشرقية للقلعة  هو معلم أثري تونسي مصنف من قبل المعهد الوطني للتراث يقع في ولاية القصرين في الوسط الغربي التونسي، تحديدا في مدينة حيدرة تم تصنيف المعلم في يوم 16 نوفمبر 1928.

## مقالات ذات صلة
- قائمة المعالم الأثرية المصنفة في تونس